# Liên Thủy, Hoài An
Liên Thủy (chữ Hán phồn thể: 漣水縣, chữ Hán giản thể:涟水县) là một huyện thuộc địa cấp thị Hoài An, tỉnh Giang Tô, Cộng hòa Nhân dân Trung Hoa. Huyện này có diện tích 1678 ki-lô-mét vuông, dân số năm 2001 là 1,04 triệu người. Huyện này được lập vào năm 117 trước Công nguyên với tên huyện Hoài Phố, lấy theo tên sông Hoài. Năm 585 thì đổi tên thành huyện Liên Thủy. Thời nhà Minh và nhà Thanh đổi tên thành huyện An Đông thuộc phủ Hoài An. Về mặt hành chính, huyện này được chia thành các đơn vị hành chính gồm 17 trấn, 2 hương.
- Trấn: Liên Thành, Cao Câu, Đường Tập, Bảo Than, Đại Đông, Ngũ Cảng, Lương Xá, Chu Mã, Xá Miếu, Đông Hồ Tập, Nam Tập, Nghĩa Hưng, Thành Tập, Hồng Diêu, Tiền Tiến, Từ Tập, Hoàng Doanh.